# Federación Internacional de Sociedades de Remo
La Federación Internacional de Sociedades de Remo (en francés: Fédération Internationale des Sociétés d’Aviron, FISA; en inglés: World Rowing Federation, WR) es la organización que se dedica a regular las normas del deporte del remo a nivel mundial, así como de celebrar periódicamente competiciones y eventos.
Fue fundada el 25 de junio de 1892 en Turín (Italia) y tiene desde 1996 su sede en Lausana (Suiza). Cuenta, en 2016, con la afiliación de 148 federaciones nacionales.

## Historia
- 1892: fundación de la FISA. El primer presidente es el canadiense Les McDonald.
- 1893: primer Campeonato Europeo de Remo celebrado en la localidad italiana de Orta.
- 1900: primer torneo olímpico de remo celebrado en los Juegos Olímpicos de París 1900.
- 1962: primer Campeonato Mundial de Remo celebrado en Lausana.

## Disciplinas
La FISA organiza actualmente competiciones en 23 disciplinas —14 masculinas y 9 femeninas— (de las cuales 14 —8 masculinas y 6 femeninas— están contempladas en el programa olímpico actual):

### Categorías masculinas
- M1X – scull individual o skiff
- M2X – doble scull
- M4X – cuatro scull
- M2- – dos sin timonel
- M2+ – dos con timonel
- M4- – cuatro sin timonel
- M4+ – cuatro con timonel
- M8+ – ocho con timonel
- LM1X – scull individual ligero
- LM2X – doble scull ligero
- LM4X – cuatro scull ligero
- LM2- – dos sin timonel ligero
- LM4- – cuatro sin timonel ligero
- LM8+ – ocho con timonel ligero

### Categorías femeninas
- W1X – scull individual
- W2X – doble scull
- W4X – cuatro scull
- W2- – dos sin timonel
- W4- – cuatro sin timonel
- W8+ – ocho con timonel
- LW1X – scull individual ligero
- LW2X – doble scull ligero
- LW4X – cuatro scull ligero

## Eventos
La FISA tiene como misión organizar y coordinar numerosas competiciones de remo a nivel internacional, entre las que destacan:
- Torneo de remo en los Juegos Olímpicos
- Campeonato Mundial de Remo
- Copa Mundial de Remo
- Campeonato Mundial Sub-23 de Remo
- Campeonato Mundial Juvenil de Remo
- Campeonato Europeo de Remo

## Organización
La estructura jerárquica de la FISA está conformada por el presidente, el Comité Ejecutivo, el Cuerpo Técnico y el Congreso.

### Presidentes
| N.º | Nombre         | País  | Periodo   |
| --- | -------------- | ----- | --------- |
| 1   | Eugène Baud*   | Suiza | 1923–1926 |
| 2   | Rico Fioroni   | Suiza | 1926–1949 |
| 3   | Gaston Mullegg | Suiza | 1949–1958 |
| 4   | Thomas Keller  | Suiza | 1958–1989 |
| 5   | Denis Oswald   | Suiza | 1989 –    |

- (*) – Antes de 1923, la FISA no contaba con un presidente fijo.

### Federaciones nacionales
La FISA cuenta en 2016 con la afiliación de 148 federaciones nacionales de los cinco continentes:
| África (24) | América (26) | Asia (32) | Europa (43) | Oceanía (5)                                 |
| --- | --- | --- | --- | ------------------------------------------- |
| Argelia · Angola · Burkina Faso · Camerún · Costa de Marfil · Egipto · Ghana · Kenia · Libia · Madagascar · Marruecos · Mozambique · Níger · Nigeria · Suazilandia · Senegal · Somalia · Sudáfrica · Sudán · Togo · Túnez · Uganda · Zambia · Zimbabue | Argentina () · Barbados · Bermudas · Bolivia · Brasil · Canadá · Chile () · Colombia · Costa Rica · Cuba · República Dominicana · Ecuador () · El Salvador · Estados Unidos () · Guatemala () · Honduras · Islas Caimán · Jamaica · México () · Nicaragua · Panamá · Paraguay · Perú · Puerto Rico · Uruguay () · Venezuela | Afganistán · Bangladés · Baréin · China · Corea del Sur · Corea del Norte · EAU · Filipinas · Hong Kong · India · Indonesia · Irán · Irak · Japón · Jordania · Kazajistán · Kirguistán · Kuwait · Líbano · Malasia · Birmania · Pakistán · Palestina · Catar · Singapur · Siria · Sri Lanka · Tailandia · China Taipéi · Turkmenistán · Uzbekistán · Vietnam | Albania · Alemania · Armenia · Austria · Azerbaiyán · Bélgica · Bielorrusia · Bulgaria · Chipre · Croacia · Dinamarca · Eslovaquia · Eslovenia · España () · Estonia · Finlandia · Francia · Georgia · Gibraltar · Grecia · Hungría · Irlanda · Islandia · Israel · Italia · Letonia · Lituania · Macedonia del Norte · Moldavia · Mónaco · Noruega · Países Bajos · Polonia · Portugal · Reino Unido · República Checa · Rumania · Rusia · Serbia · Suecia · Suiza · Turquía · Ucrania | Australia Nueva Zelanda Samoa Tonga Vanuatu |